# Me-15 (Spanje)
De Me-15 is de voormalige naam van de C-723, een verkeersweg op het Spaanse eiland Menorca. De weg verbindt de hoofdweg Me-1 met de noordelijke kustplaats Fornells.
De weg komt uit de Me-1 bij Es Mercadal en onder Ses Salines komt de Me-7 ermee samen. De weg stopt aan de Middellandse Zee.
Me-1 · Me-2 · Me-4 · Me-5 · Me-6 · Me-7 · Me-12 · Me-13 · Me-14 · Me-15 · Me-16 · Me-18 · Me-24